# Tideweser
Die Tideweser ist ein Naturschutzgebiet in den niedersächsischen Gemeinden Schwanewede im Landkreis Osterholz, Loxstedt und Hagen im Bremischen im Landkreis Cuxhaven, den Städten Elsfleth, Brake und Nordenham und den Gemeinden Berne und Stadland im Landkreis Wesermarsch sowie im kreis- und gemeindefreien Gebiet der Außenweser.

## Allgemeines
Das Gebiet mit dem Kennzeichen NSG WE 315 ist circa 4020 Hektar groß. Das Naturschutzgebiet ist teilweise Bestandteil des rund 1637 Hektar großen FFH-Gebietes „Nebenarme der Weser mit Strohauser Plate und Juliusplate“. Das rund 3512 Hektar große FFH-Gebiet „Unterweser“ liegt vollständig innerhalb des Geltungsbereichs der Naturschutzverordnung. Schließlich umfasst das Naturschutzgebiet auch einen kleinen Teil des FFH-Gebietes „Teichfledermaus-Gewässer im Raum Bremerhaven/Bremen“. Teilweise liegt es auch innerhalb des EU-Vogelschutzgebietes „Unterweser“.
Das Naturschutzgebiet grenzt bei Ranzenbüttel an das Naturschutzgebiet „Juliusplate“, im Bereich der Fährplate, dem Hammelwarder Sand und Harriersand an den aus einem Natur- und einem Landschaftsschutzgebiet bestehenden Schutzgebietskomplex „Unterwesermarsch“, zwischen Brake und Kleinensiel an das Naturschutzgebiet „Strohauser Vorländer und Plate“ und im Landkreis Cuxhaven an mehreren Stellen an Teile des Naturschutzgebietes „Teichfledermausgewässer“. Bei Bremerhaven grenzt es an das Naturschutzgebiet „Luneplate“. Der Bereich in der Außenweser grenzt nach Nordosten bzw. Südwesten an den Nationalpark Niedersächsisches Wattenmeer. Bei Warfleth grenzt das Naturschutzgebiet außerdem an das Landschaftsschutzgebiet „Tideweser vor Berne und Lemwerder“. Die bisherigen Naturschutzgebiete „Rechter Nebenarm der Weser“ und „Neuenlander Außendeich“ sowie das bisherige Landschaftsschutzgebiet „Warflether Sand/Juliusplate“ sind im Geltungsbereich der Naturschutzverordnung aufgegangen.
Das Gebiet steht seit dem 14. Februar 2019 unter Naturschutz. Zuständige untere Naturschutzbehörden sind die Landkreise Osterholz, Cuxhaven und Wesermarsch sowie der Niedersächsische Landesbetrieb für Wasserwirtschaft, Küsten- und Naturschutz.

## Beschreibung
Das aus mehreren Teilflächen bestehende Naturschutzgebiet erstreckt sich von Warfleth bei Weser-km 23 bis in die Außenweser bei Weser-km 85 im Fedderwarder Fahrwasser. Es umfasst zu einem großen Teil Wasserflächen der Weser einschließlich der Nebenarme „Warflether Arm“, „Westergate“ nebst „Rekumer Loch“ und „Rechter Nebenarm der Weser“ – etwa 2/3 des Naturschutzgebietes besteht aus Wasserflächen, der circa 1375 Hektar große Bereich in der Außenweser sogar ausschließlich – sowie überwiegend außendeichs liegende Bereiche der Flussaue mit Süß- und Brackwasserwatten, Prielen und Sandbänken einschließlich der ausgedehnten Vorlandbereiche der Kleinensieler Plate und der Tegeler Plate sowie die ehemaligen Weserinseln Warflether Sand, Rönnebecker Sand, Ruschsand und Tegelsand sowie Elsflether Sand. In den Vorländern sind großflächig Schilfröhrichte vorherrschend, an die teilweise Gehölze angrenzen, die vielfach aus Erle, Esche und Weide gebildet werden. Daneben sind Hochstaudenfluren unter anderem mit Gelber Wiesenraute, Echtem Mädesüß, Blutweiderich, Zottigem Weidenröschen und Echter Engelwurz zu finden. Insbesondere im Bereich des Warflether Sands und Teilen des Elsflether Sands sind auch zusammenhängende Auwälder vorhanden, die aus Erle, Esche und Weide, aber auch Stieleiche gebildet werden. Auf trockenen Standorten des Warflether Sandes stocken auch Eichenwälder. In der Krautschicht der Auwälder bzw. der Eichenwälder siedeln z. B. Buschwindröschen, Scharbockskraut, Maiglöckchen, Efeu und Efeublättriger Ehrenpreis. Die Wälder verfügen überwiegend über einen hohen Alt- und Totholzanteil. Größere Bereiche im Naturschutzgebiet werden auch von zum Teil artenreichem Grünland eingenommen. Hier siedeln z. B. Rotschwingel, Wiesenklee, Vogel- und Zaunwicke, Wiesenpippau, Wiesenplatterbse. Der Bereich der Alten Weser im Süden der Luneplate ist als binnendeichs liegender Teil des Naturschutzgebietes als Stillgewässer ausgeprägt. Das Gebiet ist unter anderem Lebensraum des Fischotters.
Das Naturschutzgebiet ist Lebensraum einer artenreichen Fauna. Die Weser ist Teillebensraum für Schweinswal und Seehund und Wanderkorridor für Finte, Fluss- und Meerneunauge. Neben anderen sind die Fischarten Flunder, Dreistachliger Stichling, Europäischer Aal, Stint, Kaulbarsch, Meerforelle, in der Außenweser unter anderem auch Kleine Seenadel und Großer Scheibenbauch heimisch. Daneben beherbergt sie verschiedene Arten des Makrozoobenthos wie Großmuscheln, Vielborster, Felsen- und Schwebegarnelen und Flohkrebse. Das Naturschutzgebiet ist teilweise im Zusammenhang mit den angrenzenden Marschen Lebensraum für Rohrweihe, Wachtelkönig, Rotschenkel, Grünschenkel, Austernfischer, Bekassine, Kampfläufer, Dunkler Wasserläufer, Flussuferläufer, Waldwasserläufer, Wasserralle, Tüpfelsumpfhuhn, Knäkente, Krickente, Schnatterente, Blaukehlchen, Braunkehlchen, Bartmeise, Rohrschwirl, Feldschwirl, Schilfrohrsänger, Teichrohrsänger sowie Rastgebiet und Nahrungshabitat für Graugans, Blässgans, Waldsaatgans, Weißwangengans, Brandgans, Löffelente, Schellente, Reiherente, Pfeifente, Spießente, Tafelente, Haubentaucher, Zwergtaucher, Gänsesäger, Zwergsäger, Kiebitz, Säbelschnäbler, Mantelmöwe, Sturmmöwe, Silbermöwe, Heringsmöwe und Lachmöwe. Der binnenländische Bereich des Naturschutzgebietes ist Lebensraum und Jagdrevier der Teichfledermaus. Die Grünländer beherbergen zahlreiche Schmetterlings- und Heuschreckenarten.